# Masato Saito
Masato Saito (斉藤 雅人 Saito Masato?), född 1 december 1975 i Saitama prefektur, är en japansk före detta fotbollsspelare.
Saito började sin karriär 1998 i Omiya Ardija. Han spelade 304 ligamatcher för klubben. Han avslutade karriären 2009.